# Carex nubigena
Carex nubigena là một loài thực vật có hoa trong họ Cói. Loài này được D.Don ex Tilloch & Taylor mô tả khoa học đầu tiên năm 1823.